# Katarina Weidhagen
Katarina Weidhagen, folkbokförd Hanna Inger Katharina Weidhagen Van Hal, född 23 mars 1958 i Lund, är en svensk skådespelare. 
Katarina Weidhagen är utbildad vid Teaterhögskolan i Stockholm.
Hon är dotter till Stig Weidhagen och Margareta Hallerdt, halvsyster till Miriam Andersén och Malena Hallerdt samt dotterdotter till Åke Esbjörnsson och systerdotter till Britt Tunander.

## Filmografi
- 1986 – Porttelefonen
- 1998 – Beck – Vita nätter
- 2000 – Livet är en schlager
- 2001 – Livvakterna
- 2001 – Hem ljuva hem
- 2019 – Midsommar

## Teater
- 1993 - Sunes tjejtrassel (som Karin)[2]